# Joseon
Joseon, o anche Chosun (조선?, 朝鮮?, JoseonLR, ChosŏnMR), è stato un regno dinastico coreano durato per circa cinque secoli. Fu fondato da Taejo di Joseon nel luglio 1392 dopo lo scioglimento della dinastia Goryeo nella moderna città di Kaesong. In un primo momento, la Corea fu ribattezzata e la capitale fu trasferita nell'odierna Seul. I confini più settentrionali del regno furono estesi ai confini naturali sui fiumi Yalu e Tumen attraverso la sottomissione dello Jurchen. Joseon è stata l'ultima dinastia in Corea e la dinastia confuciana più longeva. Fu sostituita dall'impero coreano nell'ottobre 1897.
Durante il periodo Joseon, venne incoraggiato il radicamento degli ideali e delle dottrine confuciane cinesi nella società coreana, e il neoconfucianesimo venne installato come ideologia di stato della nuova dinastia. Di conseguenza, il buddismo venne scoraggiato e occasionalmente subì persecuzioni dalla dinastia. Joseon consolidò il suo effettivo dominio sulla penisola coreana e vide l'apice della cultura, del commercio, della scienza, della letteratura e della tecnologia coreana classica. Tuttavia, la dinastia fu gravemente indebolita tra la fine del XVI e l'inizio del XVII secolo, quando le invasioni giapponesi della Corea (1592-1598) e la prima e la seconda invasione manciù nel 1636 quasi occuparono la penisola coreana, portando la dinastia a una politica isolazionista sempre più dura. Così il paese divenne noto come il "regno eremita" nella letteratura occidentale. Dopo la fine delle invasioni della Manciuria, Joseon conobbe un periodo di pace di quasi 200 anni. Tuttavia, qualunque potere il regno riacquistò durante il suo isolamento diminuì ulteriormente con l'avvicinarsi della fine del XVIII secolo, e affrontando lotte intestine, lotte di potere, pressioni internazionali e ribellioni in patria, la dinastia Joseon declinò rapidamente alla fine del XIX secolo.
Il periodo Joseon ha lasciato un'eredità sostanziale alla Corea moderna; gran parte della cultura, dell'etichetta, delle norme e degli atteggiamenti sociali coreani moderni verso le questioni attuali furono sviluppati durante questo periodo. La lingua coreana moderna, i suoi dialetti e il gruppo etnico maggioritario coreano, che si riferisce a se stessi come il "popolo Joseon", derivano dalla cultura e dalle tradizioni di Joseon.

## Storia

### Primo periodo Joseon

#### Fondazione
Alla fine del XIV secolo, la dinastia Goryeo, dopo quasi 500 anni dalla fondazione nel 918, stava vacillando e le sue fondamenta crollarono dopo anni di guerra e occupazione di fatto del disintegrato impero mongolo. Dopo l'emergere della dinastia Ming, la corte reale di Goryeo si divise in due fazioni opposte: il gruppo guidato dal generale Yi (a sostegno dei Ming) e il campo guidato dal generale Choe (al fianco dello Yuan).
La dinastia Goryeo sosteneva di essere il successore dell'antico regno di Goguryeo (che in seguito fu ribattezzato anch'esso Goryeo); in quanto tale, la restaurazione della Manciuria come parte del territorio coreano fece parte della sua politica estera nel corso della sua storia. Quando un messaggero Ming arrivò a Goryeo nel 1388, quattordicesimo anno di U di Goryeo, per chiedere che l'ex territorio del Nord Goryeo fosse consegnato, il generale Choe colse l'opportunità per sostenere un attacco alla penisola di Liaodong.
Yi Seong-gye venne scelto per guidare l'attacco; tuttavia, si ribellò e tornò a Gaegyeong e diede inizio a un colpo di stato, rovesciando il re U a favore di suo figlio, Chang di Goryeo (1388). In seguito li uccise entrambi dopo una restaurazione fallita e mise con la forza sul trono un reale di cognome Yi (divenne Gongyang di Goryeo). Nel 1392, Yi eliminò Jeong Mong-ju, che era un leader molto rispettato di un gruppo fedele alla dinastia Goryeo, e detronizzò il re Gongyang, esiliandolo a Wonju, prima di salire al trono con il nome di Taejo. La dinastia Goryeo era giunta alla fine dopo quasi 500 anni di governo.
All'inizio del suo regno, Taejo intendeva continuare a usare il nome Goryeo per il paese che governava e semplicemente cambiare la linea di discendenza reale con la sua, mantenendo così i 500 anni di esistenza. Tuttavia, dopo numerose minacce di ammutinamento da parte dei nobili Gwonmun drasticamente indeboliti ma ancora influenti, che continuavano a giurare fedeltà a ciò che rimaneva della dinastia Goryeo e ora al clan reale Wang degradato, il consenso nella corte riformata fu che servisse un nuovo titolo dinastico. Nel nominare la nuova dinastia, Taejo contemplò due possibilità: "Hwaryeong" e "Joseon". Dopo molte discussioni interne, nonché l'approvazione dell'imperatore della dinastia Ming, Taejo dichiarò che il nome del regno era Joseon, un tributo all'antico stato coreano di Gojoseon. Trasferì anche la capitale da Hanyang a Kaesong.

#### Lotte tra principi

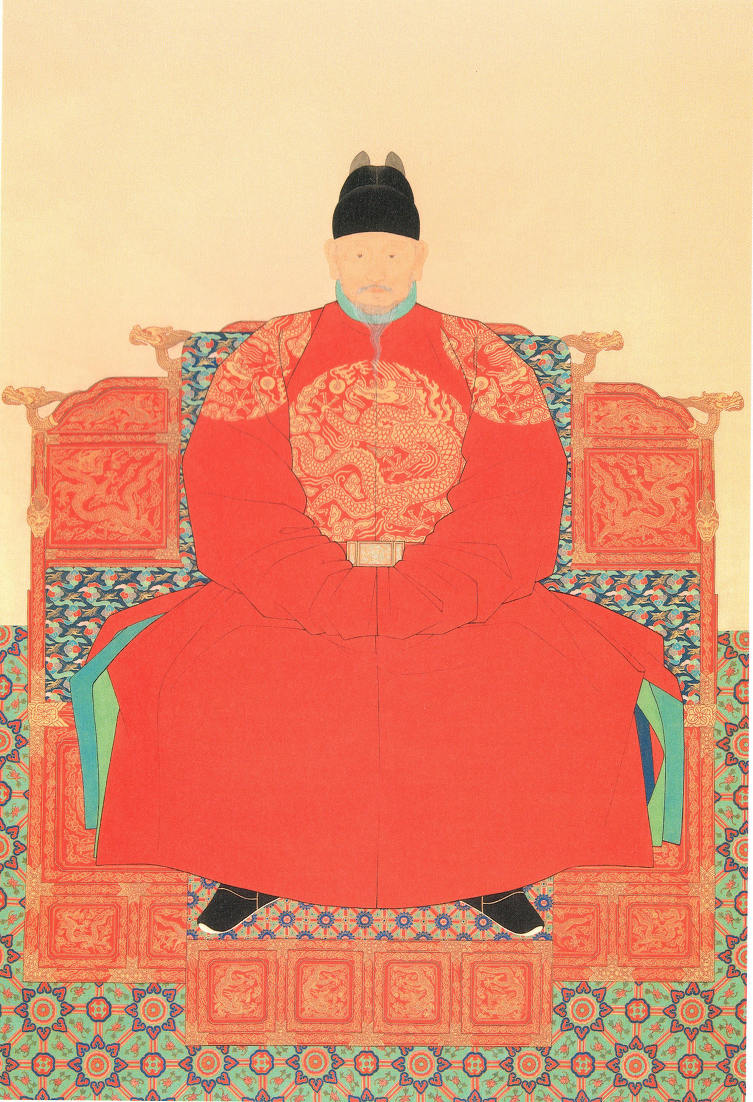
Ritratto di Re Taejo

Quando la nuova dinastia fu promulgata e ufficialmente portata all'esistenza, Taejo sollevò la questione di quale figlio sarebbe stato il suo successore. Sebbene Yi Bangwon, il quinto figlio di Taejo con la regina Sineui, avesse contribuito maggiormente all'ascesa al potere di suo padre, il primo ministro Jeong Do-jeon e Nam Eun usarono la loro influenza sul re Taejo per nominare il suo ottavo figlio (secondo figlio della regina Sindeok), il Gran Principe Uian (Yi Bangseok), come principe ereditario nel 1392. Questo conflitto sorse in gran parte perché Jeong Do-jeon, che formò e stabilì le basi ideologiche, istituzionali e legali della nuova dinasti, vedeva Joseon come un regno governato da ministri nominati dal re, mentre Yi Bangwon voleva istituire la monarchia assoluta governata direttamente dal re. Con il sostegno di Taejo, Jeong Do-jeon continuò a limitare il potere della famiglia reale vietando la partecipazione politica dei principi e tentando di abolire i loro eserciti privati. Entrambe le parti erano ben consapevoli della grande animosità reciproca e si stavano preparando ad attaccare per prime.
Dopo la morte improvvisa della regina Sindeok, e mentre il re Taejo era ancora in lutto per la sua seconda moglie, Yi Bangwon attaccò per primo il palazzo e uccise Jeong Do-jeon e i suoi seguaci, così come i due figli della regina Sindeok (i suoi fratellastri), compreso il principe ereditario, nel 1398. Questo incidente divenne noto come la Prima Lotta dei Principi.
Inorridito dal fatto che i suoi figli fossero disposti a uccidersi a vicenda per la corona, e psicologicamente esausto per la morte della sua seconda moglie, il re Taejo abdicò e incoronò immediatamente il suo secondo figlio Yi Banggwa come re Jeongjong di Joseon. Uno dei primi atti di re Jeongjong come monarca fu riportare la capitale a Kaesong, dove si ritiene che si sentisse notevolmente più a suo agio, lontano dalla lotta per il potere. Tuttavia, Yi Bangwon mantenne il potere reale e fu presto in conflitto con il fratello maggiore scontento Yi Banggan, che anelava anch'egli al potere. Nel 1400, le tensioni tra la fazione di Yi Bangwon e il campo di Yi Banggan si intensificarono in un conflitto a tutto campo che divenne noto come la Seconda Lotta dei Principi. All'indomani dei combattimenti, lo sconfitto Yi Banggan fu esiliato a Dosan mentre i suoi sostenitori furono giustiziati. Completamente intimidito, il re Jeongjong investì immediatamente Yi Bangwon come suo presunto erede e abdicò volontariamente. Nello stesso anno, Yi Bangwon salì al trono di Joseon come re Taejong, il terzo re di Joseon.

#### Consolidamento del potere reale
All'inizio del regno di Taejong, Taejo si rifiutò di rinunciare al sigillo reale che indicava la legittimità del governo di qualsiasi re. Taejong iniziò ad avviare politiche che riteneva avrebbero dimostrato la sua qualifica per governare. Uno dei suoi primi atti come re fu quello di abolire il privilegio di mantenere eserciti privati di cui godevano le alte sfere del governo e l'aristocrazia. La revoca di tali diritti alle forze del campo indipendente interruppe di fatto la loro capacità di organizzare rivolte su larga scala e aumentò notevolmente il numero di uomini impiegati nell'esercito nazionale. Il successivo atto di Taejong fu quello di rivedere la legislazione esistente sulla tassazione della proprietà terriera e la registrazione dello stato dei sudditi. Con la scoperta di terre precedentemente nascoste, il reddito nazionale raddoppiò.
Nel 1399, Taejong svolse un ruolo influente nello smantellamento dell'Assemblea Dopyeong, un consiglio dell'ex amministrazione governativa che aveva il monopolio della magistratura durante gli ultimi anni della dinastia Goryeo, a favore del Consiglio di Stato di Joseon (의정부?, 議政府?), un nuovo ramo dell'amministrazione centrale che ruotava attorno al re e ai suoi editti. Dopo aver approvato la documentazione della questione e la legislazione fiscale, il re Taejong emise un nuovo decreto in cui tutte le decisioni approvate dal Consiglio di Stato potevano entrare in vigore solo con l'approvazione del re. Ciò pose fine all'usanza dei ministri e dei consiglieri di corte di prendere decisioni attraverso dibattiti e negoziati tra di loro, portando così il potere reale a nuovi livelli.
Poco dopo, Taejong istituì un ufficio, noto come Sinmun, per ascoltare i casi in cui soggetti feriti si sentivano sfruttati o offesi da funzionari governativi o aristocratici. Tuttavia, Taejong mantenne intatte per la maggior parte le riforme di Jeong Do-jeon. Inoltre, giustiziò o esiliò molti dei suoi seguaci che lo avevano aiutato a salire al trono per rafforzare l'autorità reale. Per limitare l'influenza dei suoceri, uccise anche i quattro fratelli della sua regina e il suocero di suo figlio Sejong.

#### Sejong il Grande
Nell'agosto 1418, dopo l'abdicazione di Taejong due mesi prima, suo figlio Sejong salì al trono. Nel maggio 1419, sotto il consiglio e la guida di suo padre, si imbarcò in una spedizione a est di Gihae per rimuovere il fastidio dai Wokou (pirati costieri), che operavano dall'isola di Tsushima.

Una pagina da Hunmin Jeong-eum Eonhae, una traduzione parziale di Hunminjeongeum, la promulgazione originale dell'alfabeto coreano.

Nel settembre 1419 il daimyo di Tsushima, Sadamori, capitolò alla corte Joseon. Nel 1443 fu firmato il Trattato di Gyehae che concedeva al daimyō di Tsushima i diritti di commerciare con la Corea su cinquanta navi all'anno in cambio dell'invio di tributi alla Corea e contribuendo a fermare qualsiasi attacco costiero dei pirati da parte dei Wokou contro i porti coreani.
Sul confine settentrionale, Sejong stabilì quattro forti e sei postazioni (육진?, 四郡六鎭?) per proteggere il suo popolo dagli Jurchen, che in seguito divennero i Manciù, che vivevano in Manciuria. Nel 1433, Sejong inviò Kim Jong-seo, un funzionario del governo, a nord per difendere il regno dagli Jurchen. La campagna militare di Kim catturò diversi castelli, si spinse a nord e ripristinò il territorio coreano, all'incirca fino all'attuale confine tra Corea del Nord e Cina.
Durante il dominio di Sejong, la Corea vide progressi in scienze naturali, agricoltura, letteratura, medicina tradizionale cinese e ingegneria. A causa di tale successo, Sejong ricevette il titolo di "Sejong il Grande". Il suo contributo più ricordato è la creazione dell'Hangul, l'alfabeto coreano, nel 1443.

#### Sei ministri martirizzati
Dopo la morte del re Sejong, suo figlio Munjong continuò l'eredità di suo padre, ma presto morì di malattia nel 1452, solo due anni dopo la sua incoronazione. Gli successe il figlio di dodici anni, Danjong. Tuttavia, lo zio di Danjong Sejo ottenne il controllo del governo e alla fine depose suo nipote per diventare il settimo re di Joseon nel 1455. Dopo che sei ministri fedeli a Danjong cercarono di assassinare Sejo per riportare Danjong al trono, Sejo giustiziò i sei ministri e uccise anche Danjong nel suo luogo di esilio.
Il re Sejo permise al governo di determinare il numero esatto di sudditi e di mobilitare efficacemente le truppe. Rivide anche l'ordinanza sulla terra per migliorare l'economia nazionale e incoraggiò la pubblicazione di libri. Soprattutto, compilò il Grande Codice per l'amministrazione statale, che diventò la pietra angolare dell'amministrazione dinastica e fornì la prima forma di legge costituzionale in forma scritta in Corea. Tuttavia, minò molte basi di molti sistemi, incluso il Jiphyeonjeon, che i suoi predecessori, re Sejong e Munjong, avevano accuratamente stabilito, riducendo tutto ciò che considerava indegno dello sforzo e causando così innumerevoli complicazioni a lungo termine. Gran parte dei suoi aggiustamenti vennero fatti sotto il suo potere, indipendentemente dalle conseguenze e dai problemi che ne sarebbero derivati. Inoltre, l'inesorabile favoritismo che mostrò nei confronti dei ministri che lo avevano aiutato a salire al trono portò a molta corruzione ai vertici del campo politico.

#### Assetti istituzionali e fioritura della cultura
Il figlio debole di Sejo, Yejong, gli succedette come ottavo re, ma morì due anni dopo nel 1469. Il nipote di Yejong, Seongjong, salì al trono. Il suo regno fu segnato dalla prosperità e dalla crescita dell'economia nazionale e dall'ascesa di studiosi neo-confuciani chiamati sarim, che furono incoraggiati da Seongjong ad entrare nella politica di corte. Fondò l'Hongmungwan (弘文館), la biblioteca reale e il consiglio consultivo composto da studiosi confuciani, con i quali discusse di filosofia e politiche di governo. Inaugurò un'età dell'oro culturale che rivaleggiò con il regno di Sejong pubblicando numerosi libri su geografia, etica e altri campi.
Nel 1491 inviò anche diverse campagne militari contro lo Jurchen al confine settentrionale, come molti dei suoi predecessori. La campagna, guidata dal generale Heo Jong, ebbe successo e lo sconfitto Jurchen, guidato dal clan Udige (兀狄哈), si ritirò a nord del fiume Yalu. Al re Seongjong successe suo figlio, Yeonsangun, nel 1494.

#### Epurazioni dei letterati
Yeonsangun è spesso considerato il peggior tiranno di Joseon, il cui regno fu segnato dalle epurazioni dei letterati coreani tra il 1498 e il 1506. Il suo comportamento divenne irregolare dopo aver appreso che sua madre biologica non era la regina Junghyeon, ma la deposta regina Yun, costretta a bere del veleno dopo aver avvelenato una delle concubine di Seongjong per gelosia e lasciato un graffio sul viso di Seongjong stesso. Quando gli venne mostrato un indumento che si supponeva macchiato con il sangue di sua madre vomitato dopo aver bevuto veleno, picchiò a morte due delle concubine di Seongjong che avevano accusato la regina Yun e sostenuto la regina Insu, che in seguito fu uccisa. Giustiziò funzionari governativi che avevano sostenuto la morte della regina Yun insieme alle loro famiglie, e gli studiosi Sarim per aver scritto frasi critiche sull'usurpazione del trono di Sejo.

Yeonsangun sequestrò anche un migliaio di donne dalle province per servire come intrattenitrici di palazzo e utilizzò l'accademia Sungkyunkwan come un campo di piacere personale. Abolì l'Ufficio dei Censori, la cui funzione era quella di criticare le azioni e le politiche inappropriate del re e dell'Hongmungwan. Vietò l'uso dell'hangul quando la gente comune lo usò per scrivere sui manifesti che criticavano il re. Dopo dodici anni di malgoverno, fu deposto da un colpo di stato che pose sul trono il suo fratellastro Jungjong nel 1506.

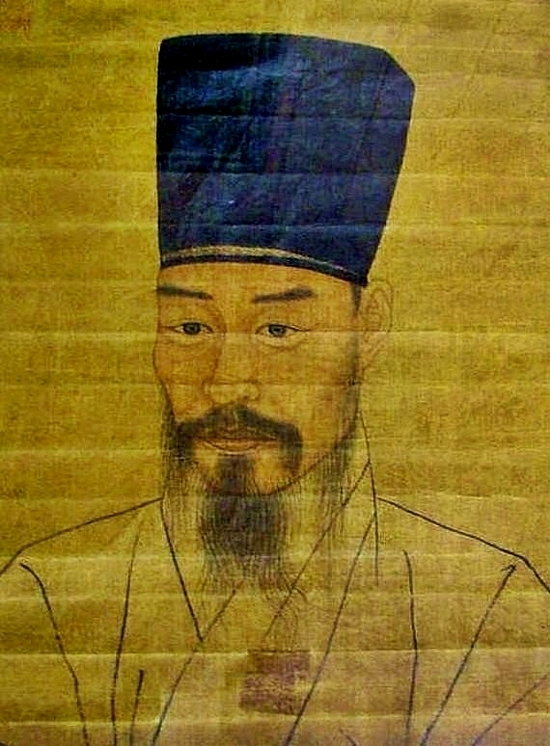
Ritratto dello studioso confuciano Jo Gwang-jo (1482-1519).

Jungjong era un re fondamentalmente debole a causa delle circostanze che lo misero sul trono, e il suo regno vide anche un periodo di grandi riforme guidate dal suo ministro Jo Gwang-jo, il leader carismatico dei sarim. Egli stabilì un sistema locale di autogoverno chiamato hyangyak per rafforzare l'autonomia locale e lo spirito di comunità tra la gente, cercò di ridurre il divario tra ricchi e poveri con una riforma agraria che distribuisse la terra agli agricoltori in modo più equo e limitasse la quantità di terra e il numero di schiavi che uno poteva possedere, ampiamente diffuso tra la popolazione scritti confuciani con traduzioni in volgare, e cercò di tagliare le dimensioni del governo riducendo il numero dei burocrati. Secondo gli Annali della dinastia Joseon, si diceva che nessun funzionario osasse prendere una tangente o sfruttare la popolazione durante questo periodo perché la legge era rigorosamente applicata.
Queste riforme radicali erano molto popolari tra la popolazione, ma furono ferocemente osteggiate dai funzionari conservatori che contribuirono a mettere Jungjong sul trono. Questi complottarono per far dubitare Jungjong della lealtà di Jo. Questi fu giustiziato e la maggior parte delle sue misure di riforma morirono con lui nella risultante terza epurazione dei letterati del 1519. Per quasi 50 anni, la politica di corte fu segnata da combattimenti sanguinosi e caotici tra fazioni che sostenevano le consorti. e principi rivali. I suoceri della famiglia reale esercitavano un grande potere e contribuirono a molta corruzione in quel momento.

### Periodo Joseon medio
Il periodo medio della dinastia Joseon fu segnato da una serie di intense e sanguinose lotte di potere tra fazioni politiche che indebolirono il paese e invasioni su larga scala del Giappone e della Manciù che quasi rovesciarono la dinastia.

#### Lotta di fazione

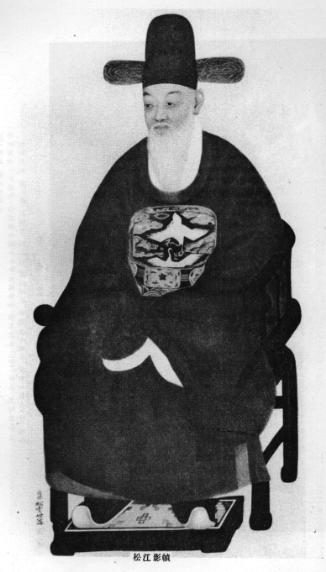
Jeong Cheol (1536-1593), capo della fazione occidentale.

La fazione dei sarim aveva subito una serie di sconfitte politiche durante i regni di Yeonsangun, Jungjong e Myeongjong, ma ottenne il controllo del governo durante il regno di re Seonjo. I sarim si divisero presto in fazioni opposte note come orientali e occidentali. Per decenni gli orientali furono divisi in meridionali e settentrionali; nel diciassettesimo secolo, anche gli occidentali furono definitivamente divisi in Noron e Soron.
Le alternanze al potere tra queste fazioni erano spesso accompagnate da accuse di tradimento e sanguinose epurazioni, dando inizio ad un ciclo di vendetta ad ogni cambio di regime. Un esempio è la ribellione di Jeong Yeo-rip nel 1589, una delle più sanguinose epurazioni politiche di Joseon. Jeong Yeo-rip, un orientale, aveva formato un'alleanza con un gruppo di seguaci che avevano anche ricevuto un addestramento militare per combattere il Wokoku. C'è ancora una disputa sulla natura e lo scopo del loro gruppo, che riflette il desiderio di una società senza classi. Successivamente fu accusato di cospirazione per iniziare una ribellione. Jeong Cheol, capo della fazione occidentale, fu incaricato di indagare sul caso e utilizzò questo evento per effettuare una diffusa epurazione della popolazione orientale che aveva il minimo legame con Jeong Yeo-rip. Alla fine 1000 orientali furono uccisi o esiliati in seguito.

#### Prime invasioni giapponesi
Nel corso della storia coreana, i pirati in mare e il banditismo a terra erano frequenti. L'unico scopo della marina di Joseon era quello di garantire il commercio marittimo e impedire ai Wakō di intervenire in esso. La marina respingeva i pirati usando la tecnologia avanzata della polvere da sparo, inclusi cannoni e frecce di fuoco a forma di singijeon attaccate alle hwacha.

Durante le invasioni giapponesi nel 1590, Toyotomi Hideyoshi, tramando la conquista con armi portoghesi della Cina dominata dai Ming, invase la Corea con i suoi daimyo e le sue truppe, con l'intenzione di utilizzare la Corea come trampolino di lancio. La divisione delle fazioni nella corte Joseon, l'incapacità di valutare le capacità militari giapponesi e i tentativi falliti di diplomazia portarono a una scarsa preparazione da parte di Joseon. L'uso di armi da fuoco europee da parte dei giapponesi lasciò la maggior parte della parte meridionale della penisola coreana occupata in pochi mesi, con la cattura di Hanseong e Pyongyang.

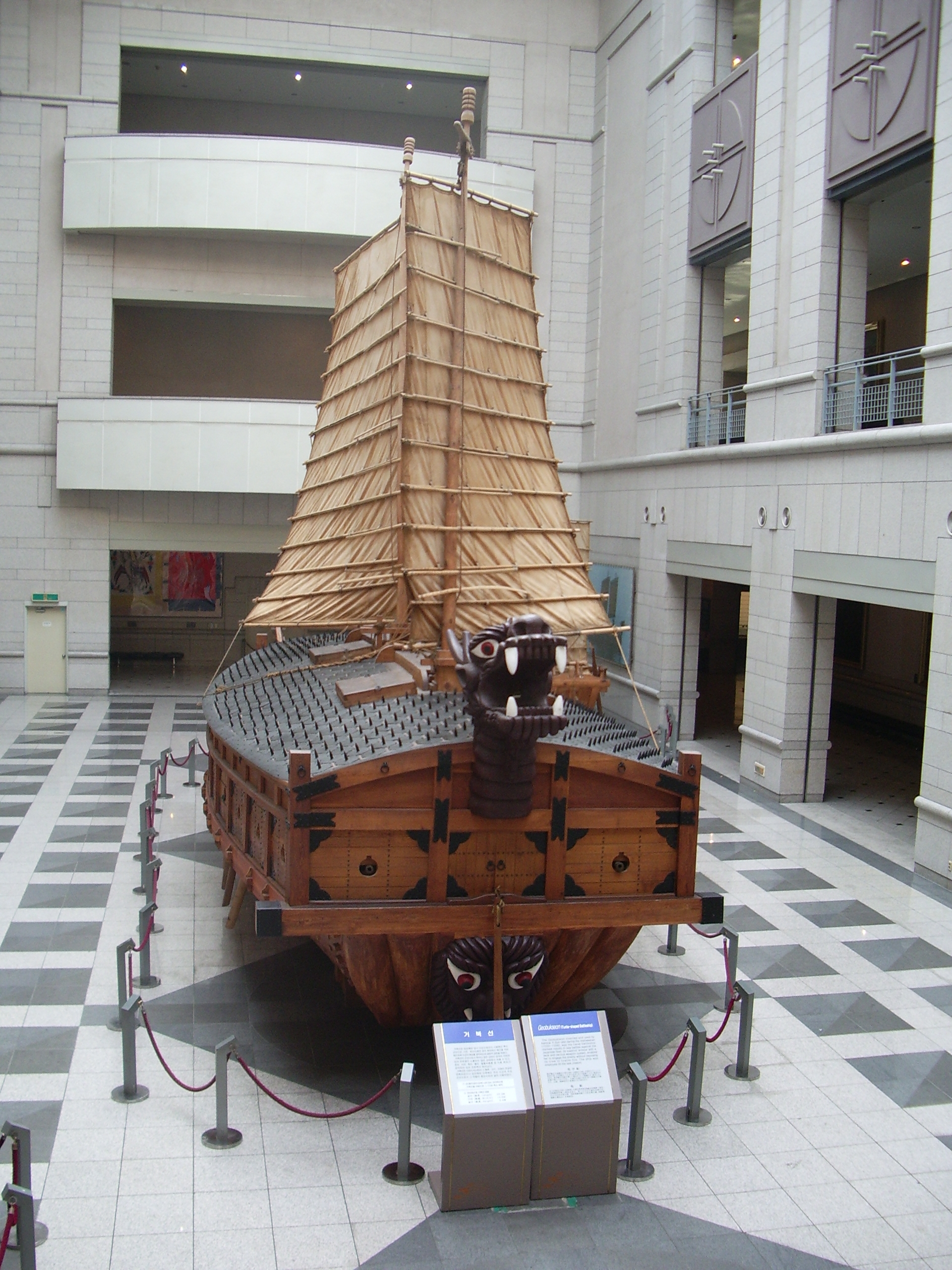
Nave tartaruga.

Tuttavia, l'invasione fu rallentata quando l'ammiraglio Yi Sun-sin distrusse la flotta d'invasione giapponese. Anche la resistenza guerrigliera che alla fine si formò aiutò. La resistenza locale rallentò l'avanzata giapponese e le decisive vittorie navali dell'ammiraglio Yi lasciarono il controllo delle rotte marittime nelle mani della Corea, ostacolando seriamente le linee di rifornimento giapponesi. Inoltre, la dinastia Ming intervenne a favore dei coreani, inviando una grande forza al fianco dei coreani nel 1593 che respinse i giapponesi.
Durante la guerra, i coreani svilupparono potenti armi da fuoco e navi tartaruga. Le forze Joseon e quelle della dinastia Ming sconfissero i giapponesi a caro prezzo. Dopo la guerra, le relazioni tra Corea e Giappone furono completamente sospese fino al 1609.

#### Invasioni manciù
Dopo le invasioni giapponesi, la penisola coreana era devastata. Nel frattempo, Nurhaci (1583-1626), il capo Jurchen di Jianzhou, stava unificando le tribù Jurchen della Manciuria in una forte coalizione che suo figlio Hung Taiji (1626-1643) avrebbe poi cambiato con il nome "Manciù". Dopo aver dichiarato le sette lamentele contro la dinastia Ming nel 1618, Nurhaci e i Ming furono coinvolti in vari conflitti militari. In tali occasioni, Nurhaci chiese aiuto a Gwanghaegun di Joseon (1608-1623), mettendo lo stato coreano in una posizione difficile perché anche la corte Ming chiedeva aiuto. Gwanghaegun cercò di rimanere neutrale, ma la maggior parte dei suoi funzionari si oppose a lui per non aver sostenuto i Ming, che avevano salvato Joseon durante le invasioni giapponesi.
Nel 1623, Gwanghaegun fu deposto e sostituito da Injo di Joseon (1623-1649), che bandì i sostenitori di Gwanghaegun. Invertendo la politica estera del suo predecessore, il nuovo re decise di sostenere apertamente i Ming, ma una ribellione guidata dal comandante militare Yi Gwal scoppiò nel 1624 e distrusse le difese militari di Joseon nel nord. Anche dopo che la ribellione fu repressa, il re Injo dovette dedicare forze militari per garantire la stabilità della capitale, lasciando meno soldati a difendere i confini settentrionali.

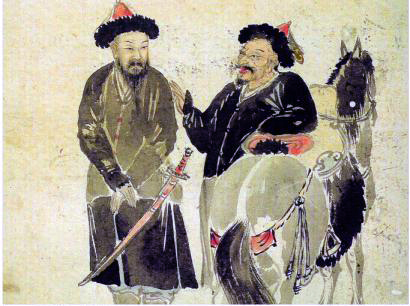
Un dipinto coreano raffigurante due guerrieri Jurchen e i loro cavalli.

Nel 1627, un esercito Jurchen di 30.000 uomini guidato dal nipote di Nurhaci, Amin, sconfisse le difese Joseon. Dopo una rapida campagna assistita dagli yangban settentrionali che avevano sostenuto Gwanghaegun, lo Jurchen impose un trattato che costrinse Joseon ad accettare "relazioni fraterne" con il regno Jurchen. Poiché Injo persisteva nella sua opposizione ai Manciù, l'imperatore Qing Hong Taiji inviò una spedizione punitiva di 120.000 uomini a Joseon nel 1636. Sconfitto, il re Injo fu costretto a porre fine ai suoi rapporti con i Ming e riconoscere i Qing come sovrani al suo posto. Il successore di Injo, Hyojong di Joseon (1649-1659), cercò di formare un esercito per tenere lontani i suoi nemici e sconfiggere i Qing per vendetta, ma non fu mai in grado di attuare i suoi piani.
Nonostante il ripristino delle relazioni economiche entrando ufficialmente nel sistema tributario imperiale cinese, i capi e gli intellettuali Joseon rimasero risentiti nei confronti dei Manciù, che consideravano barbari. Molto tempo dopo essersi sottomessi al Qing, alla corte Joseon molti intellettuali coreani contavano ancora gli anni con il sistema della dinastia Ming, come quando uno studioso segnò il 1861 come "anno 234 di Chongzhen".

### Tardo periodo Joseon

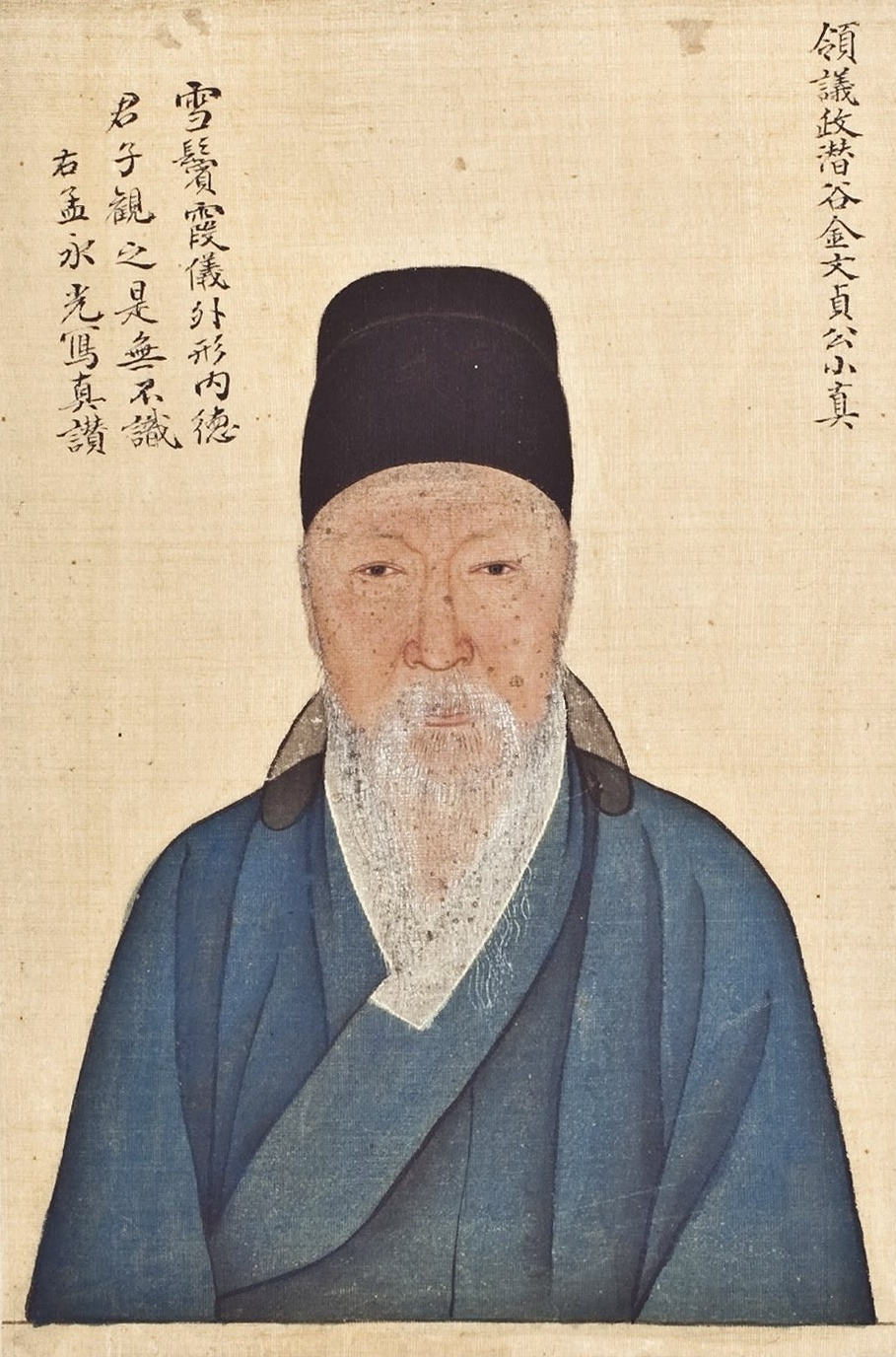
Ritratto di Kim Yuk (1580-1658), uno dei primi filosofi Silhak della dinastia Joseon.

Dopo le invasioni del Giappone e della Manciuria, Joseon visse un periodo di pace di quasi 200 anni. Joseon assistette all'ascesa del Silhak. Il primo gruppo di studiosi Silhak sostenne una riforma completa dell'esame del servizio civile, della tassazione, delle scienze naturali e del miglioramento delle tecniche agricole e agricole. Il loro obiettivo era ricostruire la società Joseon dopo che era stata devastata dalle due invasioni. Sotto la guida di Kim Yuk, il primo ministro del re Hyeonjong, l'attuazione delle riforme si rivelò molto vantaggiosa sia per il reddito dello Stato che per la sorte dei contadini.
Il conflitto tra le fazioni divenne particolarmente intenso sotto i regni dei re Sukjong e Gyeongjong, con importanti rapide battute d'arresto da parte della fazione dominante, nota come hwanguk. In risposta, i re successivi, Yeongjo e Jeongjo, generalmente perseguirono il Tangpyeongchaek, una politica per mantenere l'equilibrio e l'uguaglianza tra le fazioni. I due re guidarono una seconda rinascita della dinastia Joseon. Il nipote di Yeongjo, l'illuminato re Jeongjo, attuò varie riforme durante il suo regno, in particolare stabilendo Gyujanggak come biblioteca reale al fine di migliorare la posizione culturale e politica di Joseon e reclutare ufficiali di talento per guidare la nazione. Re Jeongjo guidò anche audaci iniziative sociali, aprendo posizioni di governo a coloro che in precedenza sarebbero stati esclusi a causa del loro status sociale. Il re Jeongjo aveva il sostegno di molti studiosi Silhak, che sostenevano il suo potere reale. Il regno del re Jeongjo vide anche la maggiore crescita e sviluppo della cultura popolare di Joseon. A quel tempo, il gruppo di studiosi Silhak incoraggiava le persone a riflettere sulle tradizioni e sullo stile di vita dello stato, avviando studi sulla Corea che si occupavano della sua storia, geografia, epigrafia e lingua.

#### Governo delle famiglie politiche
Dopo la morte del re Jeongjo, Joseon dovette affrontare difficili problemi interni ed esterni. Internamente, le basi della legge e dell'ordine nazionale furono indebolite a seguito della politica del "Sedo" (governo politico) da parte della famiglia politica reale.
Il giovane re Sunjo succedette al re Jeongjo nel 1800. Con la morte di Jeongjo, la fazione degli intransigenti prese il potere sotto la reggenza della regina vedova Jeongsun, la cui famiglia aveva forti legami con gli intransigenti, e iniziò una persecuzione dei cattolici. Ma dopo il ritiro e la morte della regina vedova, gli intransigenti furono gradualmente espulsi e la fazione degli opportunisti, che includeva la famiglia di Kim Jo-sun, il padre della regina, ottenne il potere. A poco a poco, gli Andong Kim arrivarono a dominare il regno.
Con il governo degli Andong Kim iniziò l'era della "politica della seta" o governo politico. Il formidabile lignaggio politico, che monopolizzava posizioni vitali nel governo, dominava la scena politica e interveniva nella successione al trono. Questi re non avevano autorità monarchica e non potevano governarli. Gli yangban delle altre famiglie, sopraffatti dal potere esercitato dai suoceri, non potevano parlare. Mentre il potere si concentrava nelle mani del lignaggio reale, ci fu un disordine nel processo di governo e la corruzione divenne dilagante. Grandi somme furono offerte in tangenti a potenti linee di sangue per posizioni nominalmente di alto rango. Anche posizioni di basso rango vennero acquistate e vendute. Questo periodo, durato 60 anni, vide il manifestarsi di una grave povertà tra la popolazione coreana e di incessanti ribellioni in varie parti del Paese.
Esternamente, Joseon divenne sempre più isolazionista, poiché i suoi governanti cercavano di limitare i contatti con l'estero.

#### Fine della dinastia

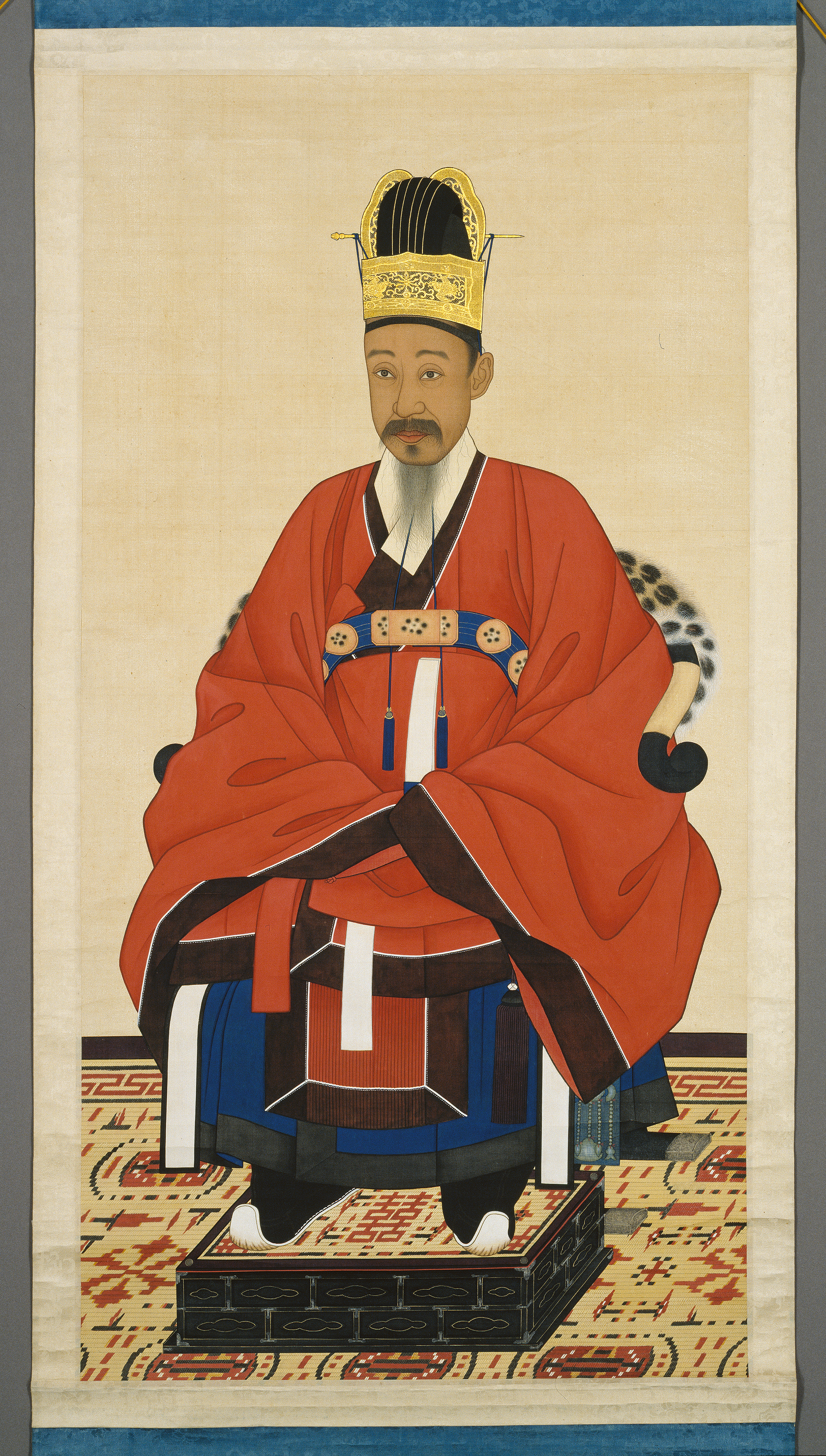
Heungseon Daewongun

Nel 1863, il re Gojong salì al trono. Suo padre, il reggente Heungseon Daewongun, governò per lui fino a quando Gojong non raggiunse l'età adulta. A metà degli anni 1860, il reggente era il principale sostenitore dell'isolazionismo e lo strumento della persecuzione dei cattolici nativi e stranieri, una politica che portò direttamente alla campagna francese contro la Corea nel 1866. I primi anni del suo governo furono anche testimoni di un grande sforzo per restaurare il fatiscente Palazzo Gyeongbok, sede dell'autorità reale. Durante il suo regno, il potere e l'autorità delle famiglie politiche come gli Andong Kim diminuirono drasticamente. Per sbarazzarsi delle famiglie Andong Kim e Pungyang Cho, promosse persone senza affiliazioni familiari o partiti politici, e per ridurre gli oneri delle persone e consolidare le basi dell'economia della nazione, riformò il sistema fiscale. Nel 1871, le forze americane e coreane si scontrarono in un tentativo americano di "diplomazia delle cannoniere" in seguito all'incidente del generale Sherman nel 1866.
Nel 1873, il re Gojong annunciò la sua assunzione del governo reale. Con il successivo ritiro di Heungseon Daewongun, la futura regina Min ottenne un grande potere a corte, ponendo la sua famiglia in posizioni di alta corte.
Il Giappone, dopo la Restaurazione Meiji, acquisì la tecnologia militare occidentale e costrinse Joseon a firmare il Trattato di Ganghwa nel 1876, aprendo tre porti al commercio e garantendo l'extraterritorialità ai giapponesi. Port Hamilton fu occupata dalla marina britannica nel 1885.

Molti coreani disprezzavano le influenze giapponesi e straniere sulla loro terra e il governo corrotto e opprimente della dinastia Joseon. Nel 1881, Byeolgigun, un'unità militare d'élite, fu costituita con istruttori giapponesi. Il salario degli altri soldati fu trattenuto e nel 1882 i soldati attaccarono gli ufficiali giapponesi e costrinsero persino la regina a rifugiarsi sul campo. Nel 1894, la rivoluzione contadina di Donghak vide gli agricoltori sollevarsi in una ribellione di massa, con il leader contadino Jeon Bong-jun che sconfisse le forze del sovrano locale Jo Byong-gap nella battaglia di Go-bu l'11 gennaio 1894; dopo la battaglia, le proprietà di Jo furono cedute ai contadini. A maggio, l'esercito contadino aveva raggiunto Jeonju e il governo Joseon chiese aiuto al governo della dinastia Qing per porre fine alla rivolta. I Qing inviarono 3.000 soldati e i ribelli negoziarono una tregua, ma i giapponesi considerarono la presenza Qing una minaccia e inviarono 8.000 truppe giapponesi, presero il Palazzo Reale a Seul e installarono un governo filo-giapponese l'8 giugno 1894. Questo presto degenerò nella prima guerra sino-giapponese (1894-1895) tra il Giappone e la Cina Qing, combattuta principalmente in Corea.

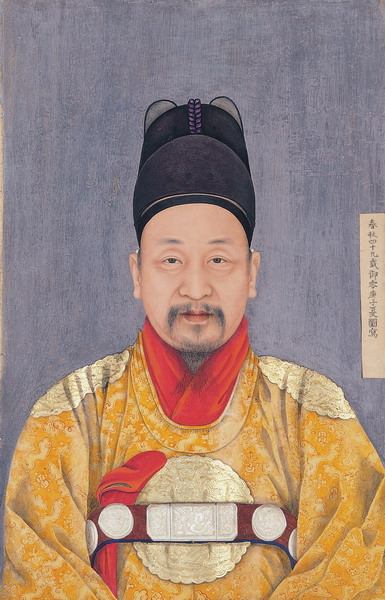
Imperatore Gojong

La regina Min aveva cercato di contrastare l'interferenza giapponese in Corea e stava valutando la possibilità di rivolgersi all'Impero russo o alla Cina per ottenere supporto. Nel 1895, un gruppo di 26 agenti giapponesi entrò nel palazzo reale di Gyeongbokgung a Seul, che era sotto il controllo giapponese, uccise la regina e ne profanò il corpo nell'ala nord del palazzo.
I Qing riconobbero la sconfitta nel Trattato di Shimonoseki, firmato il 17 aprile 1895, che garantiva ufficialmente l'indipendenza della Corea dalla Cina. Fu un passo importante per il Giappone che conquistò l'egemonia regionale in Corea. La corte Joseon, sotto pressione dall'invasione di grandi potenze, sentì la necessità di rafforzare l'integrità nazionale e dichiarò l'Impero Coreano, insieme alla Riforma Gwangmu nel 1897. Re Gojong assunse il titolo di Imperatore per affermare l'indipendenza della Corea. Inoltre, la Corea guardò ad altre potenze straniere per la tecnologia militare, in particolare la Russia, per difendersi dai giapponesi. Tecnicamente, il 1897 segnò la fine del periodo Joseon, poiché il nome ufficiale dell'impero fu cambiato; tuttavia, la dinastia Joseon avrebbe continuato a regnare, anche se disturbata dal Giappone e dalla Russia.
In una complicata serie di manovre e contro manovre, il Giappone respinse la flotta russa nella battaglia di Port Arthur nel 1905. Con la conclusione della guerra russo-giapponese del 1904-1905 con il Trattato di Portsmouth, la strada fu aperta e il Giappone prende il controllo della Corea. Dopo la firma del Trattato di protettorato nel 1905, la Corea divenne un protettorato del Giappone. Il principe Itō fu il primo residente generale della Corea, sebbene fu assassinato dall'attivista per l'indipendenza coreana An Jung-geun nel 1909 alla stazione ferroviaria di Harbin. Nel 1910, l'impero giapponese annesse infine la Corea.

## Governo
La dinastia Joseon era una monarchia altamente centralizzata e una burocrazia neo-confuciana guidata dal daejeon Gyeongguk, una sorta di costituzione.

### Re

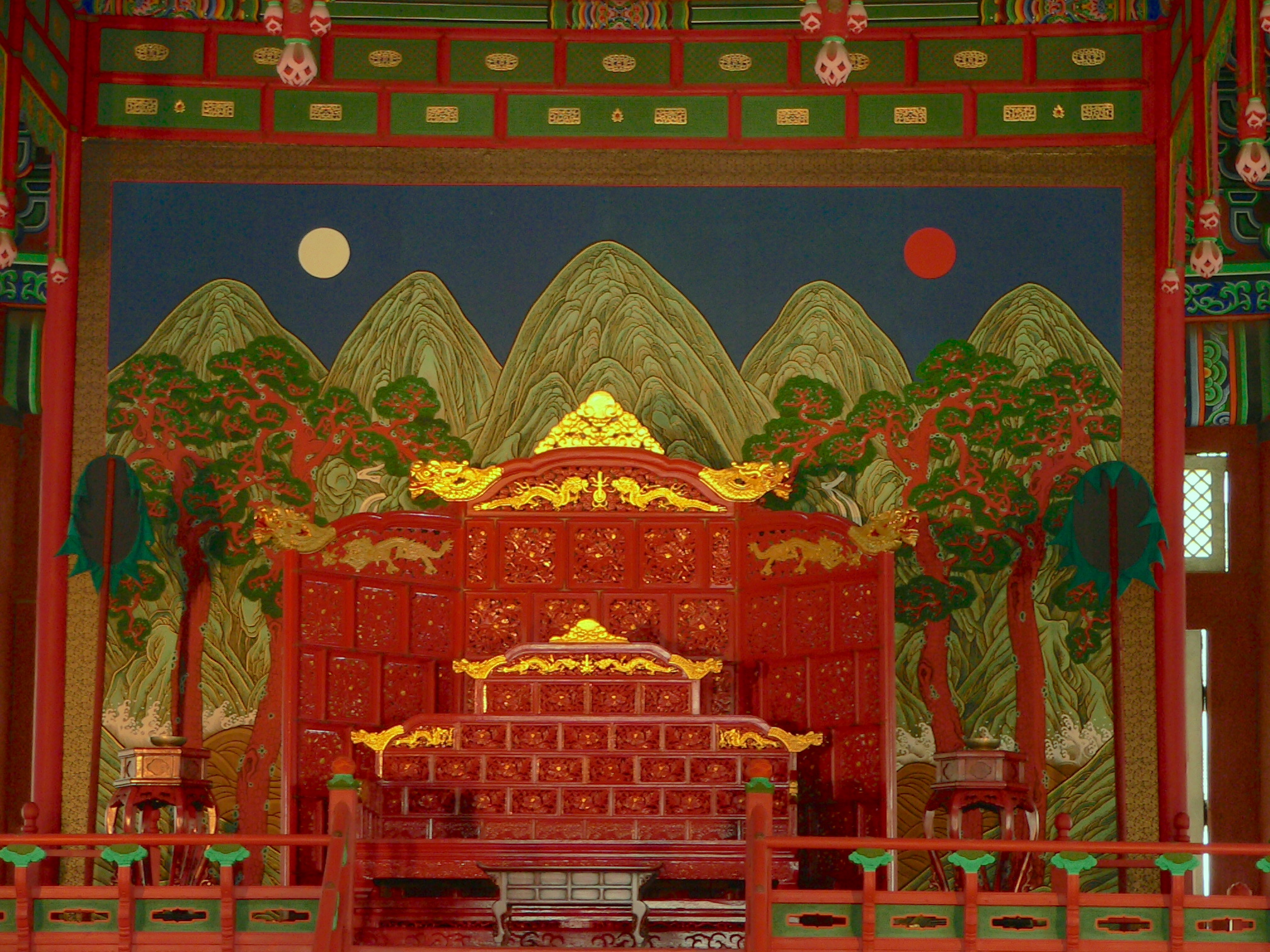
Il trono della fenice del re Joseon a Gyeongbokgung

Il re aveva un'autorità assoluta, ma il suo potere effettivo variava a seconda delle circostanze politiche. Era vincolato dalla tradizione, dai precedenti stabiliti dai re precedenti, dal daejeon Gyeongguk e dagli insegnamenti confuciani. Gli ufficiali e i sudditi dovevano al re una lealtà assoluta, ma ci si aspettava anche che gli ufficiali persuadessero il re a seguire la retta via se si riteneva che quest'ultimo stesse agendo in modo sbagliato. Si pensava che i disastri naturali fossero dovuti ai fallimenti del re. I re di Joseon, quindi, erano molto sensibili a tali eventi: quando si verificava una grave siccità o una serie di disastri, il re spesso sollecitava formalmente le critiche sia dei funzionari che del pubblico. Tutto ciò che si diceva o scriveva in queste circostanze era immune da procedimenti giudiziari, anche se con alcune eccezioni.
La comunicazione diretta tra il re e la gente comune era possibile attraverso il sistema di petizione scritta sangeon (상언?, 上言?) e il sistema di petizione orale gyeokjaeng (격쟁?, 擊 錚?). Attraverso il sistema di petizione orale gyeokjaeng, la gente comune poteva battere un gong o un tamburo davanti al palazzo reale o durante le processioni pubbliche del re per rivolgergli direttamente denunce o petizioni. Ciò ha permesso anche ai membri analfabeti della società Joseon di presentare una petizione al re. Più di 1300 rotoli sono legati al gyeokjaeng e sono registrati nell'Ilseongnok.
- Taejo di Joseon (1392-1398)
- Jeongjong di Joseon (1398-1400)
- Taejong di Joseon (1400-1418)
- Sejong il Grande (1418-1450)
- Munjong di Joseon (1450-1452)
- Danjong di Joseon (1452-1455)
- Sejo di Joseon (1455-1468)
- Yejong di Joseon (1468-1469)
- Seongjong di Joseon (1469-1494)
- Yeonsangun di Joseon (1494-1506)
- Jungjong di Joseon (1506-1544)
- Injong di Joseon (1544-1545)
- Myeongjong di Joseon (1545-1567)
- Seonjo di Joseon (1567-1608)
- Gwanghaegun di Joseon (1608-1623)
- Injo di Joseon (1623-1649)
- Hyojong di Joseon (1649-1659)
- Hyeonjong di Joseon (1659-1674)
- Sukjong di Joseon (1674-1720)
- Gyeongjong di Joseon (1720-1724)
- Yeongjo di Joseon (1724-1776)
- Jeongjo di Joseon (1776-1800)
- Sunjo di Joseon (1800-1834)
- Heonjong di Joseon (1834-1849)
- Cheoljong di Joseon (1849-1863)

Stendardo reale del re di Joseon

- Gojong di Corea (1863-1897; fu anche imperatore di Corea)

L'ultimo sovrano del casato di Yi, Sunjong di Corea, non fu re di Joseon, bensì imperatore di Corea.

### Ufficiali
I funzionari governativi erano classificati in 18 livelli, che andavano dal grado più alto (1 품?, 正 一 品?) al nono grado, che era il più basso (종 9 품?, 從 九品?); le posizioni erano ottenute in base all'anzianità e alla promozione, che veniva raggiunta con regio decreto a seguito di un esame o una raccomandazione. I funzionari dei primi quattro livelli indossavano vesti rosse, quelli dal quinto al decimo livello erano vestiti di blu e gli altri indossavano abiti verdi.
Per funzionario del governo si intende qualcuno che ha ricoperto una carica che ha dato al suo titolare lo status di yangban, una nobiltà semi-ereditaria efficace per tre generazioni. Per diventare un funzionario di questo tipo bisognava superare una serie di esami gwageo. C'erano tre tipi di esami gwageo: letterario, militare e vario. Il percorso letterario era il più prestigioso: molti dei messaggi in codice, inclusi tutti i messaggi censurati, erano accessibili solo ai funzionari che avevano superato l'esame letterario. Nel caso del percorso letterario occorreva superare quattro prove per qualificarsi e diventare un ufficiale. 33 candidati dovevano essere scelti in questo modo sostenendo l'esame finale davanti al re per il posizionamento. Il candidato con il punteggio più alto sarebbe stato designato ad una posizione di sesto grado junior (un salto di sei ranghi). I due candidati con i successivi due punteggi più alti sarebbero stati nominati al settimo posto di grado junior. Sette candidati con il successivo punteggio più alto sarebbero stati assegnati all'ottavo grado junior, mentre i restanti 23 candidati avrebbero ottenuto il nono grado junior, il più basso dei 18 gradi.
I funzionari di primo grado superiore, primo grado inferiore e secondo grado superiore erano appellati col titolo onorifico di "dae-gam" (대감?, 大 監?), mentre a quelli di secondo grado inferiore e terzo grado superiore spettava il titolo di "Yeong-gam" (영감?, 令 監?). Questi funzionari vestiti di rosso, chiamati collettivamente "dangsanggwan" (당상관?, 堂上?), partecipavano alla decisione delle politiche del governo partecipando alle riunioni di gabinetto. Il resto degli ufficiali classificati erano chiamati "danghagwan" (당하관?, 堂下官?).